# Biota francevillense

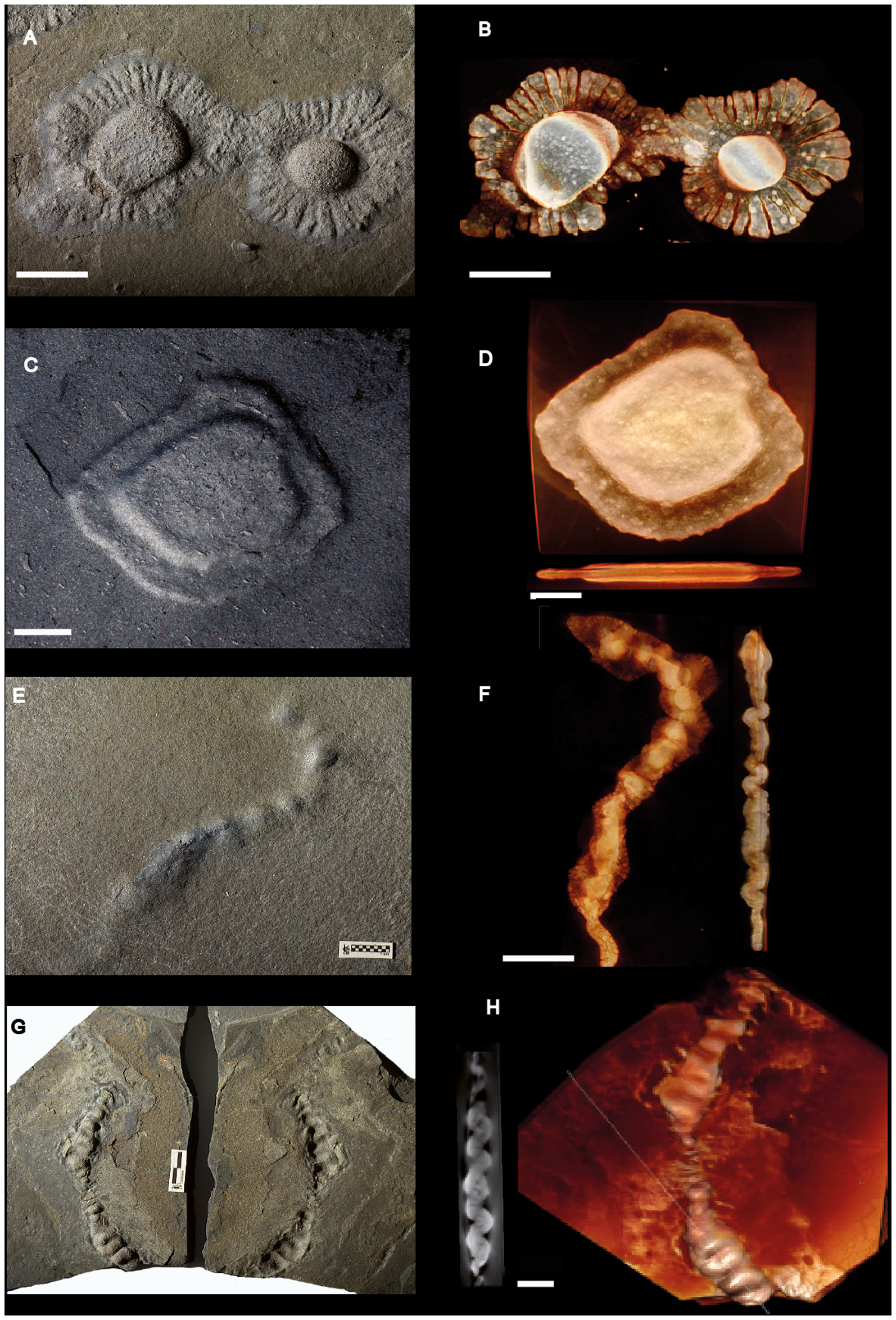
Biota francevilliense, la forma de vida pluricelular más antigua que se conoce.

El grupo fósil de Franceville (también conocido como Gabonionta o biota francevillense) es un conjunto de organismos macroscópicos de 2100 millones de años de antigüedad (período Riásico), conocidos a través de los restos fósiles encontrados en Gabón, al oeste de África central, en la Formación Francevillense B, una formación geológica del Paleoproterozoico. Los fósiles se consideran los indicios de las primeras formas de vida pluricelular junto con otro fósil macroscópico Diskagma de hace 2200 millones de años. Los fósiles fueron descubiertos por un equipo internacional liderado por el geólogo franco-marroquí Abderrazak El Albani, de la Universidad de Poitiers, Francia. Aunque los fósiles aún tienen que ser asignados formalmente a una clase taxonómica, el Museo de Historia Natural de Viena los reconoce, de manera informal y colectiva, desde el 2014 con el nombre Gabonionta. La biota incluye un conjunto de 250 géneros. Los fósiles han sido interpretados como mohos mucilaginosos, es decir organismos eucariotas tempranos. La presencia de esteranos y su gran complejidad sugieren que son eucariotas por lo que podrían ser los primeros eucariotas que aparecen en el registro fósil junto con el fósil Diskagma.

## Morfología

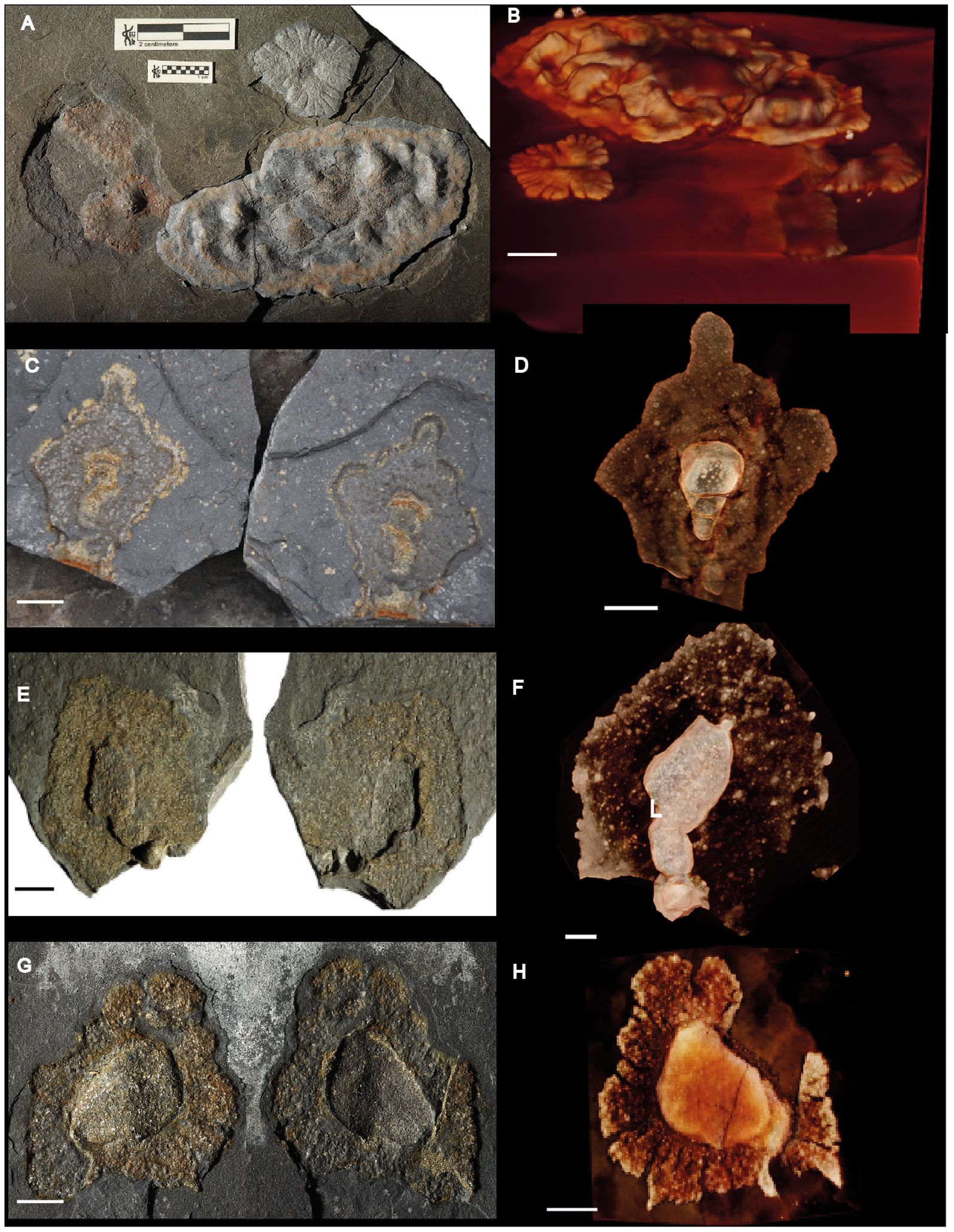

Los organismos fósiles miden hasta 12 cm. Su cuerpo consistía en discos planos con una morfología característica, e incluía individuos circulares y alargados. La parte central del cuerpo era esférica o elipsoidal, rodeada de estructuras radiales. Los fósiles muestran tridimensionalidad y crecimiento coordinado. Se asume la presencia de comunicación célula-célula, ya que existía antes que el origen de la pluricelularidad.
En cuanto a su aspecto morfológico se asemejan a los mixomicetos y a otros mohos mucilaginosos como Acrasida. Además Abderrazak El Albani afirma que estos organismos podían tener un estado de vida pluricelular y uno unicelular ya que se desarrollarían de agregados celulares capaces de formar cuerpos fructíferos plasmodiales, por ello los asoció a los mixomicetos y otros mohos mucilaginosos que pueden tener ambos estados en su ciclo de vida. La mayoría de los fósiles parecen haber sido producidos por mohos mucilaginosos dictiostélidos o similares. En cierto aspecto algunos se parecían a los organismos de la Biota Ediacara.

## Localidad

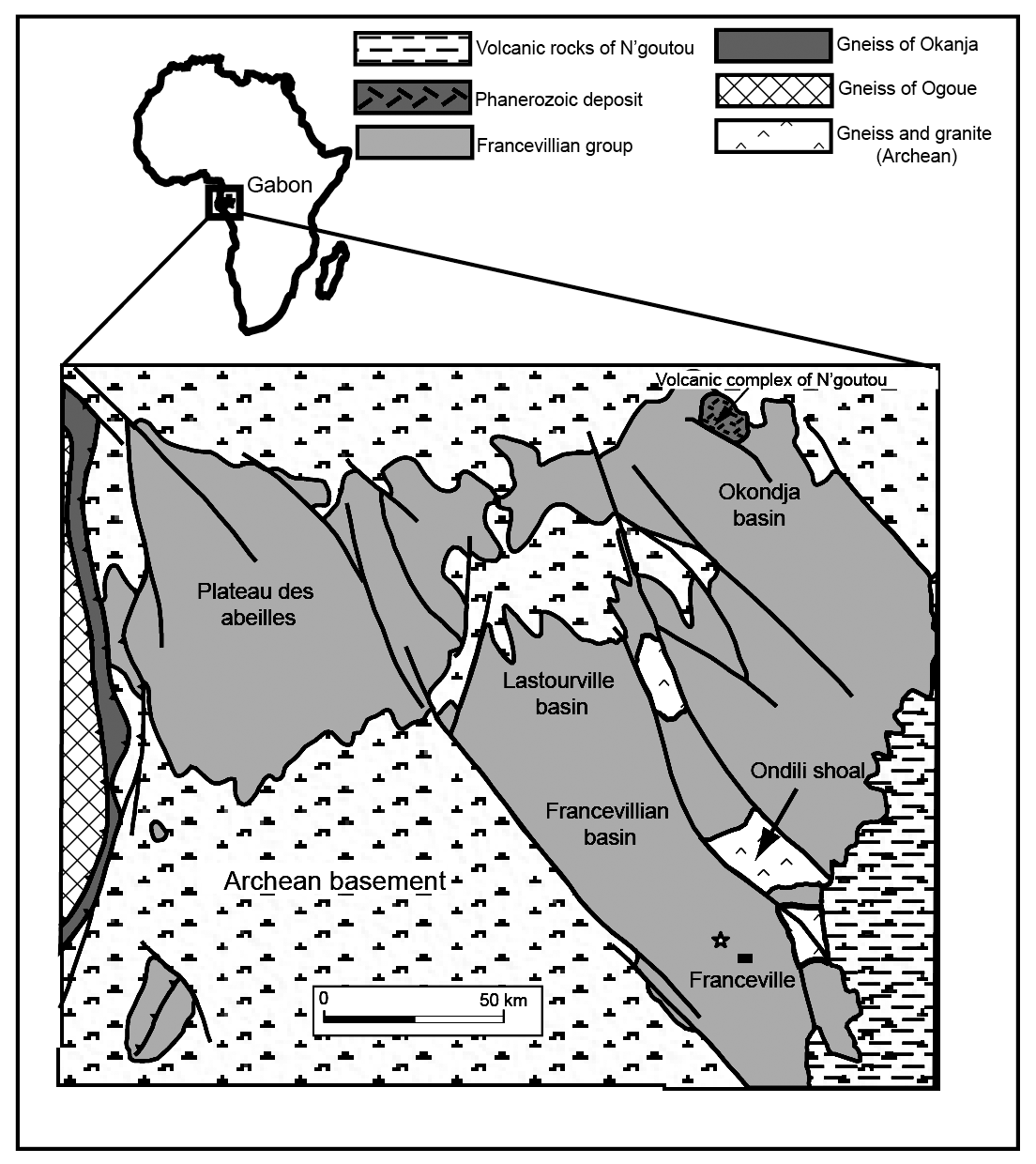
Geología de la cuenca de Franceville

El descubrimiento proviene de las lutitas de la cuenca de Franceville, un lugar con gran densidad de fósiles: más de 40 por cada metro cuadrado. Presuntamente, los organismos sobrevivieron en el fondo de aguas profundas en colonias. La geoquímica del sitio fósil indica que vivieron en los sedimentos bajo una columna de agua oxigenada de un delta progradante, y podrían haber realizado respiración aeróbica. Estudios recientes también afirman que pudieron vivir en tierra, tendrían movilidad y que fueron fagótrofos, alimentándose de microorganismos.

## Interpretaciones
El equipo de Abderrazak El Albani describió la Gabonionta como organismos coloniales o agregados celulares con afinidad a los mohos mucilaginosos eucariotas, si bien como ninguna estructura conocida en el registro fósil, y resaltaron la complejidad de los fósiles y la presencia de esteranos como indicativa de la identidad eucariota. 
En un informe simultáneo en la revista Nature, el paleontólogo Philip Donoghue, de la Universidad de Bristol, aboga por un enfoque más conservador, a falta de más indicios que los definan como eucariotas. 
Otro punto de vista, previo a estos últimos estudios, respaldado en 1998 por Adolf Seilacher, de la Universidad de Yale, interpreta las estructuras como pseudofósiles de pirita inorgánica, no como fósiles de organismos. Sin embargo Abderrazak El Albani y colaboradores refutan explícitamente la interpretación de Seilacher. Alegando que quedan impresiones tanto piritizadas como no piritizadas en las estructuras, así como formas ligeramente piritizadas. Las estructuras se han formado en un solo evento, al mismo tiempo que el sedimento. Esto se demuestra por la distribución uniforme de las relaciones de isótopos de azufre dentro de la muestra. En las flores de pirita, que cristalizan lentamente, la relación de isótopos variará dentro de la estructura. Para estructuras que se parecen al polen, el análisis químico también muestra que el material en las paredes del «polen» contiene material orgánico.